# Pietro Paoli
Pietro Paoli (Livorno, 2 marzo 1759 – Firenze, 21 febbraio 1839) è stato un matematico italiano.
Dapprima studiò presso i gesuiti di Livorno, successivamente dal 1774 frequentò l'Università di Pisa con l'intenzione di studiare giurisprudenza. 
Tuttavia i suoi interessi si spostarono sulle scienze fisiche e matematiche, in cui si laureò nel 1778. Dopo un periodo di insegnamento presso il ginnasio di Mantova, nel 1782 fu chiamato a ricoprire la cattedra di Matematiche elementari presso l'Università di Pavia. Tenne l'incarico per due anni, quando il 23 ottobre 1784 venne nominato dal Granduca Leopoldo II professore di Algebra presso l'Università di Pisa.
Si occupò di geometria analitica, analisi, equazioni differenziali ordinarie e parziali. Nei suoi lavori Paoli dimostra di possedere una profonda e completa conoscenza delle opere di Lagrange, Laplace e Monge. 
Tra le pubblicazioni di Paoli si menzionano: Liburnensis Opuscula analytica (1780); Ricerche sulle serie (1788), che corregge un errore presente in un articolo sulle serie pubblicato da Laplace nel 1779; Della integrazione dell'equazioni a differenze parziali finite ed infinitesime (1800); Sulle oscillazioni di un corpo pendente da un filo estendibile memoria (1815), e Sull'uso del calcolo delle differenze finite nella dottrina degl'integrali definiti memoria (1828). 
La prima di queste pubblicazioni, il libro Opuscula analytica, ebbe una prima edizione nel 1780, dedicata al Granduca Leopoldo II. Una seconda edizione di questo libro uscì nel 1783. Inoltre, nel 1793, pubblicò il volume Memorie sul Calcolo Integrale e sopra alcuni Problemi Meccanici, basato sulle idee di Eulero, Alexis Fontaine des Bertins e del matematico Nicolas de Condorcet. 
Lo studente più famoso di Paoli fu probabilmente Vincenzo Brunacci, che, laureato a Pisa, pubblicò i due volumi di Elementi di algebra e di geometria nel 1809. Altri studenti furono Giovanni Taddeo Farini e Antonio Maria Bordoni.